# Eva, il serpente e la morte
Eva, il serpente e la morte (in tedesco Eva, die Schlange und der Tod), anche noto come Eva, il serpente e Adamo come Morte, è un dipinto dell'artista del Rinascimento tedesco Hans Baldung, conservato alla galleria nazionale del Canada, ad Ottawa. La data del dipinto è oggetto di dibattito, e le proposte variano tra gli inizi degli anni 1510 e tra il 1525 e il 1530. I suoi quattro elementi principali sono l'Eva biblica, una figura maschile che personifica la morte e che di solito è paragonata ad Adamo, un serpente e un tronco d'albero.

## Storia
La tavola si trovava nella collezione del politico britannico William Angerstein prima di essere messa all'asta da Christie's nel 1875 come opera di Lucas Cranach il Vecchio, anche se in realtà l'opera contrasta molto con i tanti dipinti cranachiani su Adamo ed Eva, dei quali qui viene ripresa solo la posa di Eva. Quasi un secolo dopo, la filiale scozzese di Sotheby's attribuì l'opera, che venne messa all'asta nel 1969, a Baldung.
L'acquirente la vendette alla galleria nazionale del Canada di Ottawa nel 1972, dove da allora è stata pulita e restaurata.

## Descrizione
Baldung affrontò il tema del peccato originale e della caduta dell'uomo in una serie di silografie e dipinti, con un'iconografia spesso originale e affascinante come in quest'opera. In questa tavola, i corpi in piedi riempiono quasi tutto lo spazio, e i colori pallidi in primo piano spiccano su uno sfondo scuro. Il serpente è attorcigliato attorno al tronco dell'albero e anche attorno alla Morte, legando anch'essa all'arbusto. Il braccio destro della Morte si alza per cogliere la mela. Il serpente, che ha gli occhi rossi e una testa da donnola, serra le sue fauci attorno alla mano sinistra della Morte, che a sua volta sta afferrando il braccio sinistro di Eva. La mano sinistra di Eva afferra la coda del serpente, mentre quella destra tiene una mela dietro la schiena.
Tra le opere baldunghiane sul tema della caduta dell'uomo, gli elementi nuovi in Eva, il serpente e la morte sono il ruolo attivo della serpe e la presenza della Morte. Adamo ha un aspetto cadaverico, come un corpo putrefatto la cui carne si sta staccando a brandelli dalle ossa, e possiede uno zoccolo al posto del piede sinistro, come alcune creature demoniache. Nello sfondo c'è un bosco sospeso mentre due altri tronchi, sottili e paralleli, si trovano nella parte centrale. Una margherita cresce tra le radici del tronco dell'albero principale, davanti al tallone destro della Morte.
Secondo il critico d'arte Mario Praz, il dipinto simboleggerebbe come l'orgoglio (qui personificato da Eva) conduca al peccato (di cui la serpe è il simbolo), che a sua volta porta alla morte e all'inferno (qui evocato dal piede biforcuto del cadavere). Gli studi a partire dagli anni 1970 hanno visto nella figura scheletrica Adamo, perché a causa del peccato originale da lui commesso la morte avrebbe fatto il suo ingresso nel mondo. In effetti, un disegno di Baldung che ritrae una Morte col vessillo rovesciato, conservato a Basilea, riprende la posa (a specchio) dell'Adamo di un'incisione dureriana, conservata all'Albertina di Vienna.